# Cadre-45/1-Weltmeisterschaft 1934

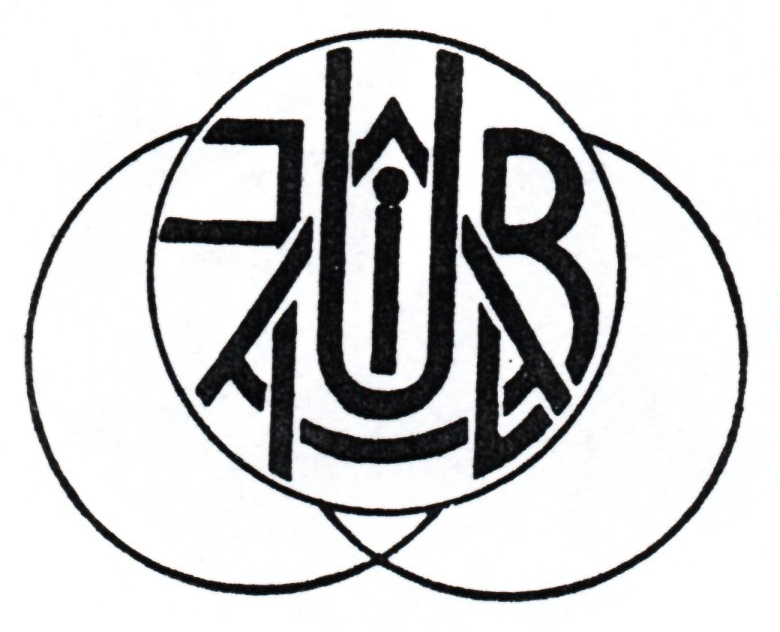
Logo UIFAB (ausrichtender Verband)

Veranstaltungsort: Genf

Die Cadre-45/1-Weltmeisterschaft 1934 war die achte Cadre 45/1 UIFAB-Weltmeisterschaft, die bis 1938 im Cadre 45/1 und ab 1967 im Cadre 47/1 ausgetragen wurde. Das Turnier fand vom 24. April bis 28. Januar 1934 in Genf in der Schweiz statt.

## Geschichte
In einer sehr ausgeglichenen Weltmeisterschaft sicherte sich Walter Joachim nach dem Titel 1932 in der Freien Partie seinen zweiten Weltmeistertitel. Er verlor nur die erste Partie gegen den Franzosen Jean Albert und spielte Unentschieden gegen den Belgier René Gabriëls. Diese Weltmeisterschaft war die erste mit Aufnahmengleichheit, also mit Nachstoß. Dadurch wurden Unentschieden erst möglich. Die Turnierbestleistungen lagen bei verschiedenen Spielern was die Ausgeglichenheit des Turniers untermauerte. Der erst 19-jährige Frankfurter Walter Lütgehetmann spielte in Genf seine erste Weltmeisterschaft.

## Turniermodus
Es wurde eine Finalrunde im Round Robin System bis 300 Punkte gespielt. Bei MP-Gleichstand wird in folgender Reihenfolge gewertet:
1. MP = Matchpunkte
2. GD = Generaldurchschnitt
3. HS = Höchstserie

## Abschlusstabelle

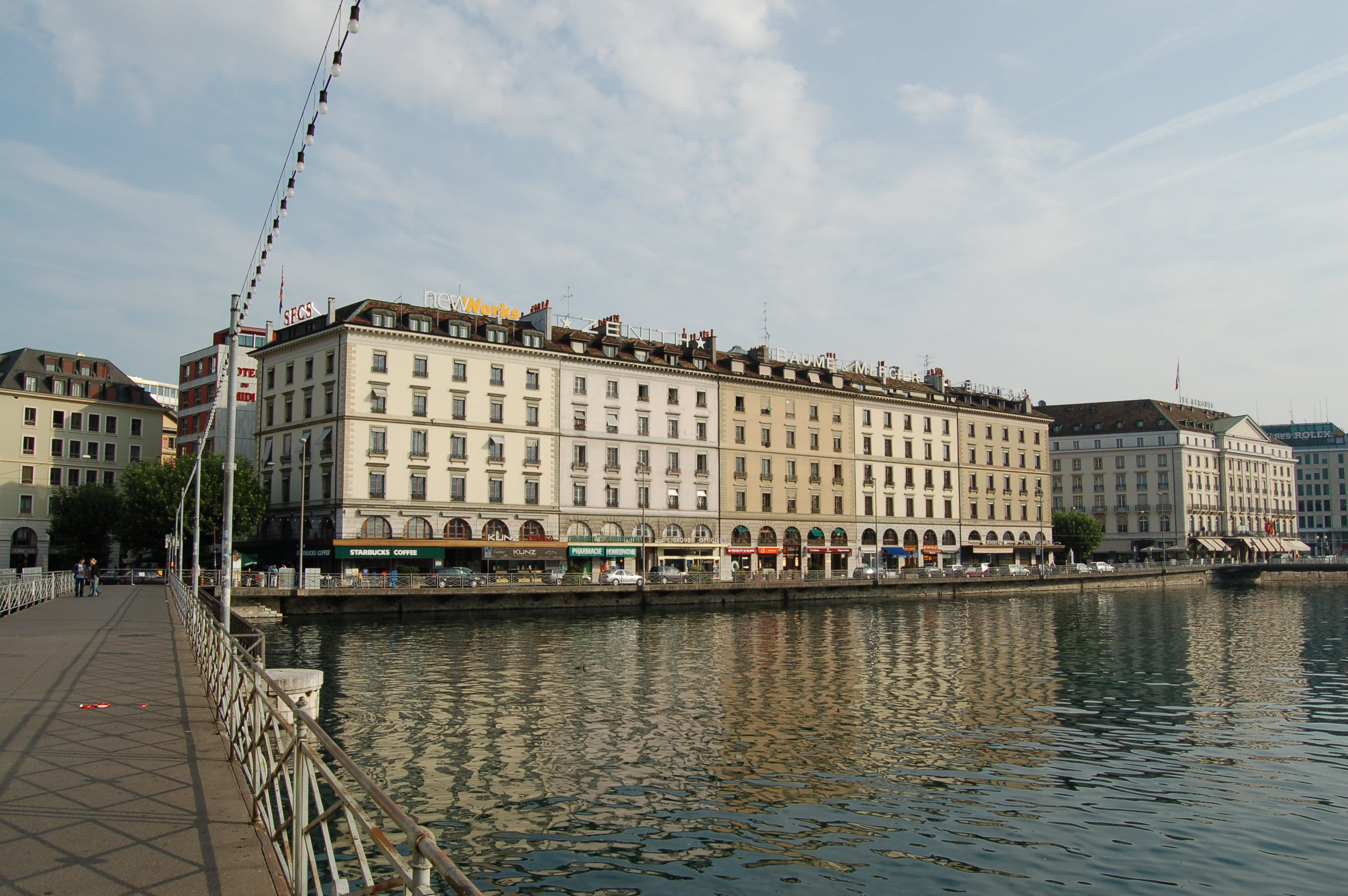
Saint-Gervais in Genf

| MP    | Match Points (Sieger = 2; Unentschieden = 1; Verlierer = 0) |
| Pkte. | Erzielte Karambolagen                                       |
| Aufn. | Benötigte Versuche                                          |
| GD    | Generaldurchschnitt                                         |
| BED   | Bester Einzeldurchschnitt eines Spielers                    |
| HS    | Höchstserie                                                 |
|       | Bester GD des Turniers                                      |
|       | Bester ED des Turniers                                      |
|       | Beste HS des Turniers                                       |
|       | 1. Platz (Gold)                                             |
|       | 2. Platz (Silber)                                           |
|       | 3. Platz (Bronze)                                           |

| Platz                     | Name                | MP   | Pkte. | Aufn. | GD   | BED   | HS  |
| ------------------------- | ------------------- | ---- | ----- | ----- | ---- | ----- | --- |
| 1                         | Walter Joachim      | 13:3 | 2283  | 269   | 8,48 | 12,00 | 108 |
| 2                         | Jan Sweering        | 12:4 | 2269  | 242   | 9,37 | 15,00 | 106 |
| 3                         | Jean Albert         | 12:4 | 2180  | 242   | 9,08 | 15,78 | 97  |
| 4                         | René Gabriëls       | 11:5 | 2159  | 288   | 7,49 | 9,67  | 119 |
| 5                         | Constant Côte       | 6:10 | 1991  | 215   | 9,26 | 13,63 | 89  |
| 6                         | Jan Dommering       | 6:10 | 2045  | 281   | 7,27 | 12,00 | 91  |
| 7                         | Walter Lütgehetmann | 6:10 | 2123  | 312   | 6,80 | 8,10  | 53  |
| 8                         | Emile Zaman         | 4:12 | 1543  | 237   | 6,51 | 9,37  | 59  |
| 9                         | Arnold Roth         | 2:14 | 1674  | 262   | 6,38 | 10,00 | 74  |
| Turnierdurchschnitt: 7,78 |                     |      |       |       |      |       |     |